# عبد الخالق عابد
مولوي عبد الخالق عابد هو سياسي أفغاني من حركة طالبان، ونائب حاكم ولاية زابل منذ 7 نوفمبر 2021.  كما كان حاكم ولاية نيمروز من أغسطس 2021 إلى 6 نوفمبر 2021.